# فرد کوک (بازیکن فوتبال)
فرد کوک (انگلیسی: Fred Cooke; ۵ ژوئیهٔ ۱۸۹۶ – ۱۹۷۶ (۷۹−۸۰ سال)) بازیکن فوتبال بود.
از باشگاه‌هایی که در آن بازی کرده‌است می‌توان به باشگاه فوتبال سوئیندون تاون اشاره کرد.